# Postmünster
Postmünster é um município da Alemanha, situado no distrito de Rottal-Inn, no estado da Baviera. Tem 43,49 km² de área, e sua população em 2019 foi estimada em 2.365 habitantes.